# Xã Valley, Quận Scioto, Ohio
Xã Valley (tiếng Anh: Valley Township) là một xã thuộc quận Scioto, tiểu bang Ohio, Hoa Kỳ. Năm 2010, dân số của xã này là 3.874 người.